# Embusen
Embusen (演武線) é a referência que se faz no caratê para a linha imaginária na qual se desenvolve um kata; trata-se do caminho que o carateca percorre quando da execução de um kata. Via de regra, um kata termina exatamente no mesmo ponto onde começa.
O embusen varia conforme o kata e reflecte a origem da forma.
Um carateca deve ter em mente que o embusen não se trata tão-somente de uma linha imaginária, mas é, no fim das contas, o caminho que o levará à compreensão do próprio kata. O embusen é de grande importância, pois fará com que o estudante tome consciência das variações que acontecem durante uma luta e, assim, compreendendo a natureza de cada kata.
A bem da verdade, todas as técnicas, tanto de ataque, defesa ou postura, poderiam ser executadas numa linha reta, mas perderiam completamente seus contexto e significado como modo de desenvolver as habilidades de luta, o que se visa é a formação de desenvoltura do carateca, ambientá-lo e desenvolver sua percepção do meio. E, muito embora, os exercícios sejam praticados individualmente, o seu traçado deve ser seguido à risca, para tornar mais efetiva a impressão de que se está a enfrentar um adversário real.